# 広島県道422号中領家庄原線
広島県道422号中領家庄原線（ひろしまけんどう422ごう なかりょうけしょうばらせん）は、広島県庄原市を通る一般県道である。

## 概要
庄原市総領町中領家から庄原市西本町2丁目に至る。

### 路線データ
- 起点：庄原市総領町中領家（広島県道414号高光総領線交点）
- 終点：庄原市西本町2丁目（庄原税務署（東）交差点、国道432号交点）
- 総延長：約20.4 km

## 路線状況
広島県道23号庄原東城線を境に南側は大型車通行困難な狭い道、北側は上下2車線の整備された道になる。

### 重複区間
- 広島県道23号庄原東城線（庄原市本村町）

## 地理

### 通過する自治体
- 庄原市

### 交差する道路
| 交差する道路                        | 交差する場所 | 交差する場所                  |
| ----------------------------------- | ------------ | ----------------------------- |
| 広島県道414号高光総領線             | 総領町中領家 | 起点                          |
| 広島県道23号庄原東城線 重複区間起点 | 本村町       |                               |
| 広島県道23号庄原東城線 重複区間終点 | 本村町       |                               |
| 国道183号                           | 宮内町       | 永宗交差点                    |
| 広島県道231号庄原停車場線           | 東本町3丁目  | 庄原駅前南交差点              |
| 国道432号                           | 西本町2丁目  | 庄原税務署（東）交差点 / 終点 |

### 沿線
- 葦嶽山（庄原市本村町） - 日本ピラミッドとして知られる山。標高815 m。古くは神武天皇陵と伝えられていた。
- 庄原市立永末小学校（庄原市永末町）
- 上野池（庄原市東本町一丁目）
- 庄原上野公園（庄原市東本町一丁目） - 上野池を中心とした公園。園内に古墳や倉田百三記念碑があり、日本さくら名所100選として春の賑わいを見せる。
- 広島県庄原合同庁舎（庄原市東本町一丁目）
- 庄原郵便局（庄原市中本町一丁目）
- 庄原赤十字病院（庄原市西本町二丁目）
- 庄原市民会館（庄原市西本町二丁目）